# Руссо, Винс
Винсент Джеймс Руссо (англ. Vincent James Russo, род. 24 января 1961, Нью-Йорк, Нью-Йорк) — американский писатель, подкастер, профессиональный рестлинг-букер, писатель и эксперт.
Известен своими связями с World Wrestling Federation (WWF), World Championship Wrestling (WCW) и Total Nonstop Action Wrestling (TNA) в творческих ролях. Руссо иногда появлялся в качестве авторитетной фигуры на экране и профессионального рестлера в WCW и TNA. Его стиль письминости, который подчёркивает шоковое значение и «сворачивает» в сторону действия на ринге, сделав его спорной фигурой среди поклонников рестлинга.
Во время самостоятельной карьеры на ринге в WCW Руссо один раз стал чемпионом мира в тяжёлом весе WCW, одержал телевизионные победы в одиночных матчах над будущими членами Зала Славы WWE Риком Флэром и Букером Ти (последний выиграл свой титул чемпиона мира) и никогда не проигрывал ни одного матча. Он также принял участие в нескольких основных мероприятиях на PPV в WCW и TNA.
С апреля 2015 года он ведёт ежедневный подкаст со своей компанией: «Винс Руссо — это бренд».

## Ранняя жизнь
Винс Руссо вырос в Фармингвилле, штат Нью-Йорк, и окончил Университет Южной Индианы (тогда известный как Университет штата Индиана Эвансвилл) в 1983 году по специальности «журналистика». Работая в школьной газете «ЩИТ» помощником спортивного редактора, а затем главным редактором.
Своё начало в профессиональном реслинге Руссо получил, когда он начал тренироваться под руководством Джонни Родза в тренажёрном зале Глисона в Бруклине. Он владел двумя видеомагазинами на Лонг-Айленде, штат Нью-Йорк. Руссо также вёл своё собственное местное радио-шоу с 1992 по 1993 год под названием Vicious Vincent’s World of Wrestling, которое транслировалось в воскресенье вечером на WGBB во Фрипорте, штат Нью-Йорк. Программа продлилась ровно год, а финальное шоу было посвящено годичной годовщине.

## Карьера в рестлинге

### World Wrestling Federation/WWF (1992—1999)
В 1992 году Руссо был нанят в качестве внештатного писателя для журнала WWF после письма, которое он написал Линде Макмэн, а позже в 1994 году стал редактором под псевдонимом Вик Веном. В 1996 году был переведён в творческую команду WWF. В том же году Monday Night Raw достиг минимума рейтинга в 1,8, поскольку Monday Nitro WCW (главный конкурент Raw в понедельничных войнах) был в разгаре 83-недельной победной серии против Raw лицом к лицу. Поскольку World Championship Wrestling (WCW) затмил WWF, Макмен призвал Руссо внести изменения в телевизионный продукт. Руссо внёс резкие, противоречивые сюжетные линии, связанные с сексуальным содержанием, ненормативной лексикой, поворотами или неожиданными поворотными хилтернами, Ворками и Шутами в сюжетных линиях. Стиль письма Руссо стал известен как «Crash TV» и был вдохновлён Шоу Джерри Спрингера.
В начале 1997 года Руссо стал главным сценаристом WWF и написал их флагманское шоу Raw Is War, а также их ежемесячные PPV. С теми ракурсами, которые он создал, Руссо приложил большую руку к тому, чтобы поставить Эру Атитьюды WWF выше рейтингах WCW в понедельничных войнах вечером. Некоторые из наиболее противоречивых персонажей этого времени, часто цитируемых критиками Руссо, включают себя Сейбл, Вала Вениса и Крестного отца. Руссо также придумал печально известный боксёрский турнир Brawl for All.
В течение двух лет, последовавших за продвижением Руссо на должность главного писателя, Raw превзошёл Monday Nitro WCW в рейтингах лицом к лицу.

### World Championship Wrestling (1999—2000)

#### Трудоустройство и прибытие
3 октября 1999 года Руссо и Эд Феррара подписали контракт с WCW; Руссо утверждает, что причина его ухода из WWF была результатом спора с Винсом МакМеном по поводу возросшей рабочей нагрузки, вызванной введением нового бренда SmackDown! Трансляции и пренебрежение Макмена к семье Руссо. Руссо и Феррара попытались сделать тот же самый стиль" Crash TV " Monday Nitro, который был похож на Raw Is War, только в ускоренном темпе, включая более острые сюжетные линии, более длинные не борцовские сегменты, постоянные терны хиллов/фейсов, повышенное количество сексуальности в шоу, фальшивые отставки, больше закулисных виньеток, расширенная глубина сюжетных линии, изменения названия и более эффективное использование талантов мидкарда. Руссо и Феррара часто сосредотачивались на том, чтобы подшутить над WWF.
Стиль письма Руссо создал большой оборот в изменении названия, отражая его философию написания «Сrash TV». Его букинг Дзюсина Грома Лайгера проигрыш и возвращение чемпионства IWGP в тяжёлом весе на выпуске Nitro в конце 1999 года не был признан федерации New Japan Pro Wrestling (NJPW) в звание чемпиона до 2007 года;Лайгер потерял титул лучадору Хувентуду Геррере, после того как его ударили по голове бутылкой текилы. Большое внимание уделялось отклонениям и сценариям, рассматриваемым как «шуты», поскольку рестлеры якобы давали ненаписанные интервью, используя «инсайдерские» термины, которые были признаны только интернет-смарками; хаотичные трансляции стали нормой.

#### Увольнение и восстановление в должности
В 2000 году Руссо получил два телефонных звонка, один от Брета Харта (тогда чемпион мира в тяжёлом весе WCW) и другой от Джеффа Джарретта (тогда чемпион США в тяжёлом весе WCW), оба сказали, что они травмированы, поэтому не смогут выступать и были вынуждены вакантировать свои чемпионства. Это потребовало от Руссо изменить планы, которые он имел в виду в отношении Харта и Нового Мирового Порядка. Руссо и его команда букеров обсуждали, что теперь должно произойти на PPV WCW Souled Out. Одна из идей состояла в том, чтобы поместить теперь за вакантный титул WCW бывшего бойца UFC Танка Эббота. В попытке сделать что-то правдоподобное, идея изначально состояла в том, чтобы устроить «баттл-роялл матч», в котором Сид Вишес был бы первым участником матча и продержался бы до самого конца, когда Эббот войдёт на ринг и устранит его одним ударом. Руссо утверждает, что Эббот, возможно, не удерживал пояс более 24 часов, если бы это изменение названия действительно произошло. Однако на следующий день после того, как он и его комитет пришли к этой идее, его попросили работать в комитете и больше не быть главным писателем. Руссо отклонил предложение и покинул компанию, а его непосредственной заменой стал Кевин Салливан, который вместе с другими букерами выбрал борца Криса Бенуа, чтобы выиграть титул у Вишеса в одиночном бою с Арном Андерсоном в качестве рефери.
Через три месяца после отъезда Руссо Кевин Салливан был окончательно освобождён от своих обязанностей, и Руссо был восстановлен в должности букера вместе с вернувшимся Эриком Бишоффом. Идея состояла в том, что Руссо и Бишофф перезагрузят WCW в более современную, обтекаемую компанию, которая позволит молодым талантам работать с известными звёздами. В выпуске WCW Monday Nitro от 10 апреля 2000 года Винс Руссо был представлен как авторитетная фигура антагониста на экране. Примечательные сюжетные моменты, с которыми был связан его персонаж, включают в себя группировок "The New Blood « против „ The Millionaire’s Club“; его вражда с Риком Флэром, где он и Дэвид Флэр были вовлечены в бритьё волос Рика Флэра, а также волос Рида Флэра; его вражда с Голдбергом; и его короткий рейн в качестве чемпиона мира в тяжёлом весе WCW. Он также работал с Мисс Элизабет. 8 мая 2000 года Руссо прописал свой первый официальный реслинг-матч Мисс Элизабет против Даффни. Вскоре после этого Мисс Элизабет покинула компанию.

#### Инцидент на Bash at the Beach 2000 года
На Bash at the Beach 2000 Руссо был вовлечён в инцидент с Халком Хоганом, где Хоган должен был проиграть матч против действующего чемпиона мира Джеффа Джаррета. Хоган отказался проигрывать матч (ссылаясь на пункт своего контракта „творческий контроль“, чтобы переопределить Руссо), из-за очевидного отсутствия направления для персонажа Хогана после запланированного проигрыша. В конце концов Руссо сказал Джаррету буквально лечь на Хогана, что привело к тому, что Хоган сделал шут-фразу на Руссо, сказав:

„Вот почему эта компания находится в дерьме, в которой она находится; из-за такой херни, как эта“
Оригинальный текст (англ.)."That's why this company is in the damn shape it's in; because of bullshit like this"

И одержал победу в булавочном падении, поставив ногу на грудь Джаррета. Руссо выйдет позже в эфир, чтобы аннулировать результат матча, поскольку он публично уволил Хогана. Это действие восстановило титул Джаррету, что создало новый титульный матч между Джарретом и Букером Ти, причём последний выиграл матч и титул.
Как Руссо и обещал, Хоган никогда не появлялся в WCW и даже подал иск против Руссо за клевету на характер (который был отклонён в 2003 году, заявив, что обвинения, выдвинутые против Руссо, были „необоснованными“ и „были просто частью сюжетной линии реслинга“). Хоган утверждает (в своей автобиографии „Голливудский Халк Хоган“), что Руссо превратил угол в съёмку, и что его обманул исполнительный директор Turner Брэд Сигел, который больше не хотел его использовать из-за его затрат на появление. Эрик Бишофф утверждает в своей автобиографии „Controversy Creates Cash“, что победа Хогана и уход с титулом были ворком, которая привела бы к его возвращению через несколько месяцев, когда план состоял в том, чтобы короновать нового чемпиона в Halloween Havoc, где Хоган выйдет в конце шоу выиграет матч чемпион против чемпиона — но вышедший на ринг Руссо, уволив его, оказалось шутом, который привело к судебному иску, поданному Хоганом. Бишофф утверждает, что он и Хоган праздновали после этого события за углом, но были расстроены, услышав телефонный звонок о шут-промке Руссо на ринге после того, как Хоган покинул арену.

#### Сюжет с Флерами, травмой и уходом
В сентябре 2000 года Руссо вступил в контакт с Риком Флером. Этот ракурс, в частности, включал в себя то, что Руссо послал полицейских на ринг, чтобы арестовать Флэра во время свадьбы (постановочно) между Стейси Кейблер и сыном Рика Флэра Дэвидом.
В октябре 2000 года забег Руссо в качестве главного сценариста и начинающая исполнителя на ринге закончилась чередой травм, вызванных матчем с Голдбергом, где Руссо был пронзён копьём через клетку и имел лобовое столкновение с барьером на ринге. Контракт Руссо был выкуплен компанией Time Warner вскоре после выкупа WCW.

### Возвращение в WWE (2002)
В середине 2002 года Руссо вернулся в WWE в, но быстро ушёл, сказав, что „ни за что на свете эта вещь не сработает“. Главной сюжетной идеей, которую он предложил, был полный перезапуск вторжения WCW, в котором участвовали ранее не подписанные таланты, такие как Билл Голдберг, Скотт Штайнер, Эрик Бишофф и Брет Харт, Чувствуя себя неуважительно из-за телефонного звонка со Стефани Макмэн, Руссо затем ушёл по собственному желанию (отказавшись от „консультационной“ роли в WWE за 125 000 долларов в год в пользу 100 000 долларов в год на полную ставку в TNA).

### Total Nonstop Action Wrestling

#### Писательство и борьба за власть (2002—2004)

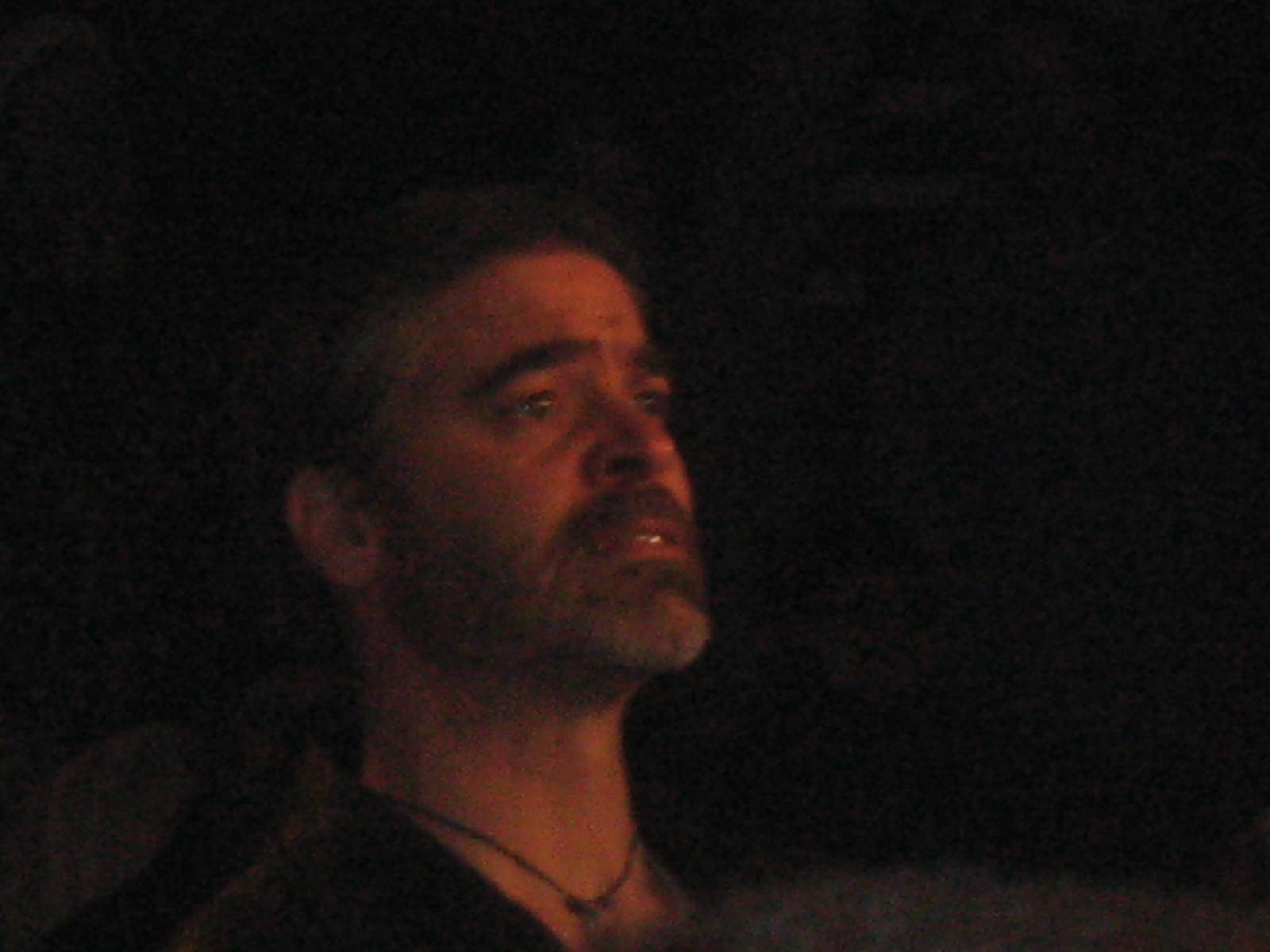
Руссо на шоу TNA

В июле 2002 года Руссо присоединился к реслинг-промоушину Джеффа и Джерри Джарретта NWA-TNA в качестве креативного писателя и будет помогать в написании и производстве шоу. Руссо утверждает, что первоначальная концепция название „Total Nonstop Action“ пришло от него и что была, поскольку они были эксклюзивны для pay-per-view, чтобы быть более острым продуктом, чем WWE; инициалы компании » TNA «- это пьеса на тему „T&A“, сокращённо от „Tits and Ass“. („сиськи и жопа“). В течение первых нескольких лет было много сообщений о борьбе за власть за направление программ. Руссо покинул компанию после PPV, Victory Road в 2004 году. В интервью, опубликованном в ноябре 2005 года, Руссо утверждает, что он никогда не писал ни одного шоу самостоятельно в течение всего периода находясь в TNA и описал своё время там как „полнейший кошмар“.

#### Экранный персонаж (2002—2004)
В то время, когда распространились слухи, Руссо дебютировал как персонаж на экране, как таинственный рестлер в маске „Мистер Рестлинг III“ помогая Джеффу Джарретту выиграть чемпионство мира NWA в тяжёлом весе и в конечном итоге раскрыл себя. В сюжете на экране Джаррет не хотел помощи Руссо, что привело к тому, что эти двое оказались вовлечены в вражду. Руссо создал свою собственную фракцию рестлеров, которую он назвал Sports Entertainment Xtreme(S. E. X.), набирая таких, как Гленн Гилбертти, Сонни Сиаки, Б. Г. Джеймс, Рэйвен, Тринити и другие. S. E. X. столкнулся с более традиционными рестлерами TNA во главе с Джеффом Джарретом. В конце концов Руссо покинет свою экранную роль, и Джильбертти вместо него станет лидером S. E. X.
После кратковременного ухода Руссо вернулся в качестве персонажа на экране 28 мая 2003 года на PPV, где он ударил Ворона бейсбольной битой, помогая Гилберти стать претендентом номер один за мировое чемпионство. На следующей неделе, 4 июня 2003 года, когда Джилберти выступал с Джарреттом за чемпионство мира, Руссо ударил Джилберти бейсбольной битой, что, в свою очередь, помогло Джаррету сохранить свой пояс. На следующей неделе pay-per-view (11 июня 2003 г.), когда Эй Джей Стайлз и Рэйвен сражались с Джарреттом за титул чемпиона мира в матче тройной угрозы, Руссо дразнил Стайлза фирменной гитарой Джаррета, но в итоге ударил ею Джаррета, позволив Стайлзу выиграть пояс чемпиона мира.
Затем Руссо будет менеджером чемпионом мира NWA в тяжёлом весе Эй Джеем Стайлзом до конца его забега 2003 года, и S. E. X. были тихо выписаны из сюжетных линий. 1 октября 2003 года Руссо потерпел первое поражение в своей карьере на ринге в командном матче против Дасти Роудса и Джеффа Джарретта, хотя его командный партнёр Стайлз уступил пин.15 октября 2003 года Руссо сделал своё последнее появление в этом году в уличной драке с Джарретом. Сообщалось, что Руссо был выписан из компании в результате подписания Халка Хогана и как сообщается, что Хоган, сказал, что он не будет работать на TNA до тех пор, пока Руссо связан с компанией.В феврале 2004 года, после того, как Хоган не смог совершить сделку с TNA, Руссо вернётся, но только как персонаж в прямом эфире, став „Director of Authority“ („Директором Власти“) в сюжетных линиях. На этот раз он был Фэйсом, утверждающим, что изменил свои пути (что, вероятно, было вдохновлено реальным обращением Руссо в христианство). Однако он снова уйдёт в конце 2004 года, когда Дасти Роудс был „избран“ новым окружным прокурором над самим собой на трёхчасовом ноябрьском PPV Victory Road 2004 года в интерактивных „выборах“ на веб-сайте TNA.

#### Возвращение в качестве кретивного писателя (2006—2012)
21 сентября 2006 года президент TNA Дикси Картер вновь подписал Руссо в качестве писателя в творческой команде TNA.
Во время мартовского PPV 2007 года TNA Destination X на матче» Last Rites «с Абиссом и Стингом, из толпы на арене в Орландо вырывались крики Fire Russo!»(Увольте Руссо), свидетельствующие о разочаровании болельщиков инцидентами, произошедшими во время матча.

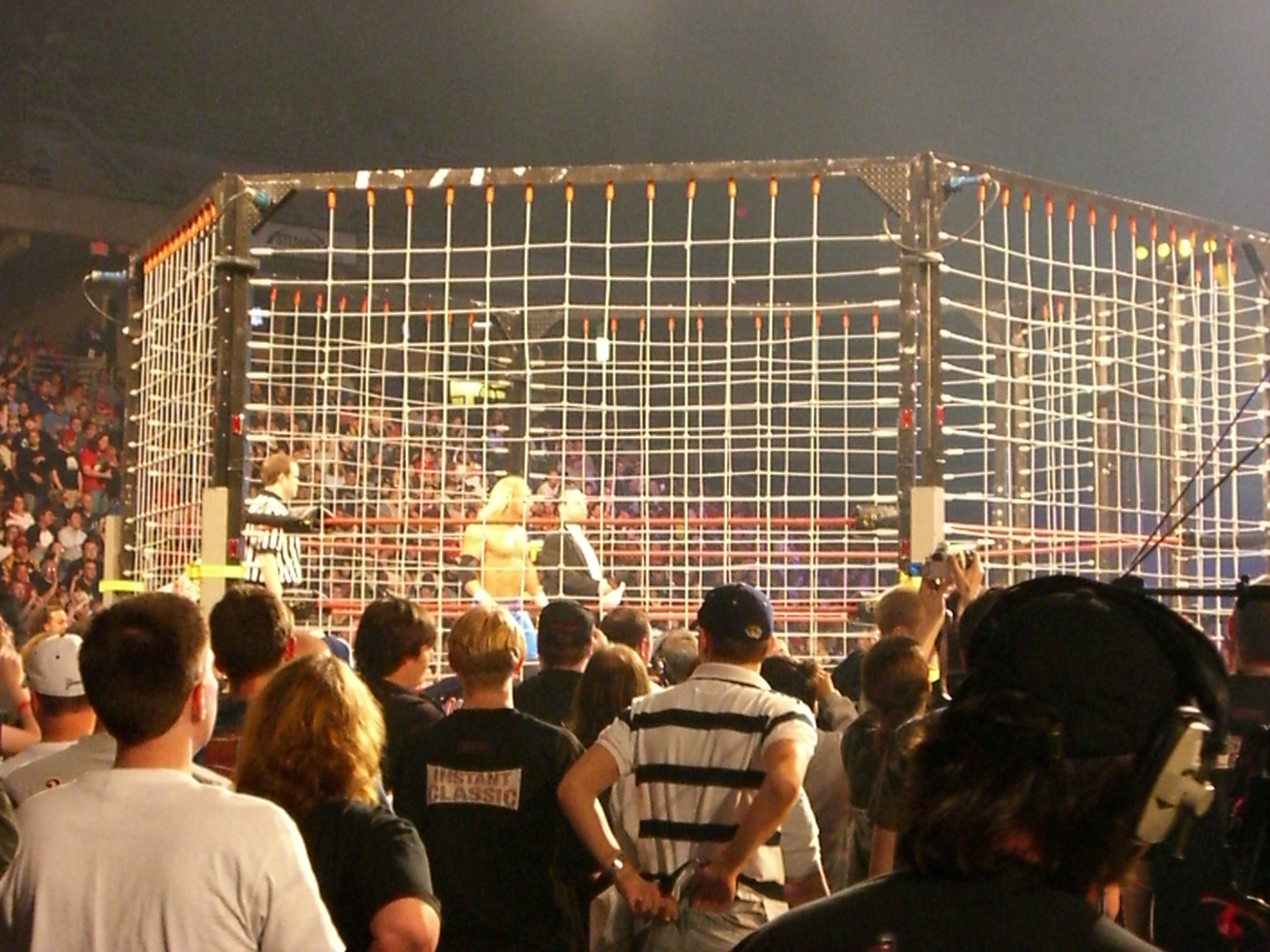
«Электрифицированная» стальная клетка TNA на Lockdown 2007

В следующий раз чант Fire Russo!« был услышан на следующем PPV Lockdown, который состоялся в Сент-Луисе 15 апреля 2007 года. эти чанты были слышны во время матча электризованной стальной клетке с командой 3D и LAX, где огни мигали и выключались всякий раз, когда рестлер касался клетки, создавая впечатление поражения электрическим током. Дикси Картер отмечала, что гиммиковый матч был создан Датчем Мантеллом. Однако в интервью 2011 года Мантелл отрицал это.
В июле 2009 года Руссо возглавил креативную компанию TNA. По чанту Fire Russo!», адресованному Руссо сказал, что в то время он не был главой креативной компании, и когда ему была представлена идея электрифицированной стальной клетки, он сказал, что нет никакого способа, чтобы эта концепция была сделана правдоподобно, и что его часто обвиняют в идеях, которые он никогда даже не придумывал. На сентябрьском PPV No Surrender Эд Феррара присоединился к TNA и начал работать в творческой команде с Винсом Руссо и младшим помощником Мэттом Конвеем.
27 октября 2009 года Халк Хоган подписал контракт с TNA. В 2010 году, когда его спросили о его отношениях с Руссо в TNA, Хоган сказал, что он пришёл в TNA с миром, что писательский коллектив Руссо, Эд Феррара, Мэтт Конвей и Джереми Бораш действительно «усилили его», и что Хоган любил Руссо «издалека». Работая с Руссо, Бишофф заявил в интервью в феврале 2010 года, что это был «очень позитивный опыт» и что их сотрудничество было продуктивным.
К 6 октября 2011 года Руссо ушёл с поста главного сценариста, а Брюс Причард взял на себя роль главного сценариста. 14 февраля 2012 года президент TNA Дикси Картер объяснила, что TNA и Руссо взаимно расстались в течение недели.

#### Тайное возвращение (2013—2014)
В апреле 2014 года сайт PWInsider утверждал, что Руссо работал консультантом по реслингу в TNA. Руссо опроверг эти сообщения, но 15 июля PWInsider сообщил, что Руссо случайно отправил им электронное письмо с инструкциями о том, как работают комментаторы TNA. В результате, после попытки заявить, что он не был связан с TNA, Руссо признался на своём веб-сайте, что он уже работал консультантом TNA Wrestling, чтобы работать с комментаторами TNA, и что одним из условий TNA было то, что Руссо должен был сохранить своё участие в тайне. Менее чем через два дня заявление Руссо было удалено с его веб-сайта.
30 июля 2014 года Руссо заявил, что он" официально закончил " с TNA. Вскоре после этого Руссо показал, что он работал в TNA с 24 октября 2013 года, утверждая, что он участвовал в творческих встречах, а также критиковал еженедельные эпизоды Impact Wrestling. Руссо заявил, что ему платят около 3000 долларов в месяц, в среднем до 36 000 долларов в год, чтобы он был консультантом TNA.

### Aro Lucha (2017—2018)
8 декабря 2017 года Руссо подписал контракт с компанией Aro Lucha промоушин из Нэшвилла, штат Теннесси, в качестве консультанта по сценариям. 5 апреля 2018 года генеральный директор Aro Lucha Джейсон Браун объяснил через сеанс вопросов и ответов на веб-сайте WeFunder (сайт краудфандинга), что Руссо был нанят в качестве независимого контрактника, а не наёмного работника. С апреля 2018 года Руссо больше не участвует в промоушине.

## Наследие
Руссо — одна из самых противоречивых фигур в истории профессионального рестлинга. Он часто говорит, что история, реальность и персонажи шоу-это то, что привлекает зрителей, и таким образом подчёркивает развлечение над аспектом профессионального реслинга на ринге. Newsday пишет, что " несмотря на написание сценариев некоторых из самых успешных телевизионных программ WWF в истории, а затем то же самое для WCW и TNA, Руссо остаётся одной из самых оскорбляемых личностей рестлинга за его иногда нетрадиционный подход к бизнесу реслинга."По словам Руссо, одна из причин, по которой его ругают, связана с его отношением к текущему продукту WWE; он считает, что существует слишком много реальной борьбы и недостаточно сюжетных линий.
WWE приписывает Руссо ответственность за многие сюжетные линии Эры Атитьюды. Точно так же, Боб Капур из Слэма! Рестлинг даёт Руссо кредит за то, что WWE отвернулась от более мультяшного стиля начала 1990-х годов и привнесла вместо этого в продвижение более взрослые сюжетные линии и персонажей. В DVD WWE 2004 года, The Monday Night War, содержал комментарии от Джина Окерлунда, который сказал, что идеи Руссо были успешны в WWF, потому что Винс Макмэн был в состоянии контролировать их, в то время как Рик Флэр сказал, что он ответил смехом, когда Руссо попытался убедить сотрудников WCW, что несёт ответственность за то, чтобы сделать WWF таким, каким он был. Эрик Бишофф сказал, что Руссо был нанят в WCW, преувеличив своё влияние на WWF, которую Бишофф назвал «мошеннической»."
DVD-документальный фильм WWE The Rise and Fall of WCW изображал Руссо в негативном свете, который получил некоторую критику со стороны DVD Talk и Canoe.ca Рик Флер сказал, что WCW во время пребывания Руссо "была самой дезорганизованной и искалеченной реслинг компанией на свете. "Решение Руссо о том, чтобы Дэвид Аркетт выиграл мировое чемпионство WCW в тяжёлом весе, остаётся спорным и по сей день; Руссо все ещё отстаивает своё решение, ссылаясь на то, что основные американские газеты освещали эту историю. WrestleCrap назвал Аркетта худшим борцом чемпионом всех времён и назвал решение Руссо «монументально разрушительным ударом по компании, которая уже была на пороге смерти.» С другой стороны, на WWE Network из серий The Monday Night War: WWE vs WCW приписала Руссо повышение молодых талантов в WCW.
Реслинг промоутер Джоди Хэмилтон обвиняет Руссо в том, что он «загнал WCW в землю», и задаётся вопросом, почему Джарретты наняли его в TNA в 2002 году. Соучредитель TNA Джерри Джаррет выразил сожаление по поводу решения привлечь Руссо, сказав, что это было решение Джеффа Джаррета, добавив: "у него, очевидно, есть качества, которые я не признаю и не понимаю … Как может человек, имеющий 15-летнюю историю неудач, все ещё оставаться на работе? "Промоутер и менеджер Джим Корнетт был очень критичен по отношению к Руссо; настолько, что в апреле 2010 года одна юридическая фирма связалась с ним и обвинила его в создании «террористической угрозы» после того, как он написал письмо, в котором говорилось, что он обеспокоен тем, что TNA выйдет из бизнеса из-за Руссо и что "я хочу, чтобы Винс Руссо умер. Если бы я мог найти способ убить его, не попадая в тюрьму, я бы счёл это величайшим достижением в своей жизни. Президент TNA Дикси Картер похвалил Руссо как «невероятно талантливого» в 2014 году, но признала, что его присутствие «оказалось слишком отвлекающим, чтобы продолжать рабочие отношения»; когда её спросили, Может ли Руссо вернуться к продвижению по службе, она ответила: «Никогда не говори никогда».

## Online work
Руссо начал размещать бренд Винса Руссо для сети RELM 20 апреля 2015 года.
В июле 2016 года Руссо провёл подкаст Fightful Wrestling, но преждевременно ушёл в ноябре 2016 года из-за того, что его сердце больше не интересовалось текущим продуктом реслинга.

## Авторство
Руссо — также писатель. Он написал книгу «Прощённый: путешествие одного человека от самозванства к освящению» (Forgiven: One Man’s Journey from Self-Glorification to Sanctification, his autobiography), свою автобиографию (выпущенную 29 ноября 2005 года), в которой описал свою раннюю жизнь, свой забег в WWF, а также свою христианскую веру. Основные моменты книги включают его причастность к печально известному Монреальскому Облому и смерти Оуэна Харта. Книга была написана в 2000 году, первоначально под названием Welcome To Bizarroland и была книгой, которая негативно изображала людей в рестлинг-бизнесе. После того как он стал рождённым свыше христианином, название и содержание книги были пересмотрены в соответствии с его вновь обретённой верой.
Вторая книга Руссо «Верёвочная опера: как WCW убил Винса Руссо» (Rope Opera: How WCW Killed Vince Russo) была выпущена 1 марта 2010 года и повествует о его пребывании в WCW и TNA. Название «Верёвочная Опера» происходит от названия идеи телевизионного сериала, которую он подал в сети во время своего пребывания в WWF.

## Личная жизнь
Руссо-американец итальянского происхождения. Он был женат на своей жене Эми с 1983 года. У этой пары трое общих детей. В октябре 2003 года Руссо стал рождённым свыше христианином. В 2004 году он создал недолговечное онлайн-Христианское служение под названием «Прощённый». В конце 2005 года, он создал два своих шоу Ring of Glory для независимой сцены. В июне 2017 года Руссо подал ограничительный судебный приказ против Джима Корнетта после неоднократных словесных угроз физической расправы в адрес Руссо.
Руссо был близким другом Джоани Лорер, профессионально известной рестлершой как Чайна.

## Титулы и достижения
- World Championship Wrestling
  - Чемпион мира в тяжёлом весе WCW (1 раз)[67]
- Wrestling Observer Newsletter
  - Худший гиммик (1999) Власть Имущие[68]
  - Худшее интервью (2000)

## Заметки
1. ↑  Work — это любая рабочая ситуация в рестлинге. Все, что рестлеры делают по сценарию, любое слово, любое движение, любой бой, любой исход боя — это work.
2. ↑  Shoot- этим словом называется ситуация, когда во время шоу неожиданно происходят непредвиденные вещи. Shoot — это незапланировано. Это спонтанно. Это настоящее. В современном про-рестлинге shoot’ы  случаются крайне редко. Сама идея «шута» противоречит идее рестлинга как постановочному искусству.
3. ↑  Мидкардер – рестлер, который, находится на среднем уровне. Относительно ровно чередуются победы с поражениями. Не участвует в сквошах и т.д.
4. ↑  Cмарк - это фанат реслинга, который знает, что все это "постановка".